# Supertramp (album)
Supertramp er det første album af det progressive rockband af samme navn, udgivet i juli 1970.

## Spor
Alle sange er skrevet af Rick Davies, Roger Hodgson og Richard Palmer
1. "Surely" – 0:31
2. "It's a Long Road" – 5:33
3. "Aubade and I Am Not Like the Other Birds of Prey" – 5:17
4. "Words Unspoken" – 3:59
5. "Maybe I'm a Beggar" – 6:44
6. "Home Again" – 1:15
7. "Nothing to Show" – 4:53
8. "Shadow Song" – 4:23
9. "Try Again" – 12:02
10. "Surely" – 3:08

## Medlemmer
- Rick Davies – orgel, mundharmonika, piano, keyboard, elektrisk piano, sang
- Roger Hodgson – akustisk guitar, basguitar, cello, flageolet, keyboard, sang
- Bob Miller – trommer
- Richard Palmer – guitar, balalajka, sang

## Produktion
- Producer: Supertramp
- Tekniker: Robin Black

## Hitlister

### Album
Billboard (USA)
| År   | Hitliste   | Position |
| ---- | ---------- | -------- |
| 1978 | Pop Albums | 158      |